# 東幡豆站
東幡豆站（日语：／ Higashi-hazu eki */?）是位於愛知縣西尾市東幡豆町小見行田，名古屋鐵道（名鐵）的蒲郡線車站。車站編號為GN16

## 歷史
此站最接近三根山、獼猴島（沖島）、兔島（前島），在蒲郡線成為觀光路線中一個重要車站。現時兩島的觀光船已經廢止，名鐵集團結束觀光事業。現時主要在挖蛤季節時，挖蛤客使用此車站。在2005年（平成17年）1月28日前，只有特急和急行列車停此站。
從前附近設有沙石場，以採集花崗岩，然後在此站把花崗岩載上鐵路貨車。
- 1936年（昭和11年）7月24日 - 三河鳥羽站至三河鹿島站之間開業，此站啟用。
- 1998年（平成10年）6月1日 - 成為無人車站[2]。

## 車站構造
車站為一座地面車站，設有1面2線的島式月台，月台可容納4卡車廂，可進行列車交會。列車會進入右邊的月台。車站為未引入車站集中管理系統的無人車站。車站大樓在有人車站時代已經使用。車站大樓內設有自動售票機，以對應吉良吉田至蒲郡之間的一人控制之用。車站內設有內線電話聯絡車站職員。此站不能使用manaca。
| 月台     | 路線   | 上下行 | 方向         |
| -------- | ------ | ------ | ------------ |
| （南邊） | 蒲郡線 | 下行   | 蒲郡方向     |
| （北邊） | 蒲郡線 | 上行   | 吉良吉田方向 |

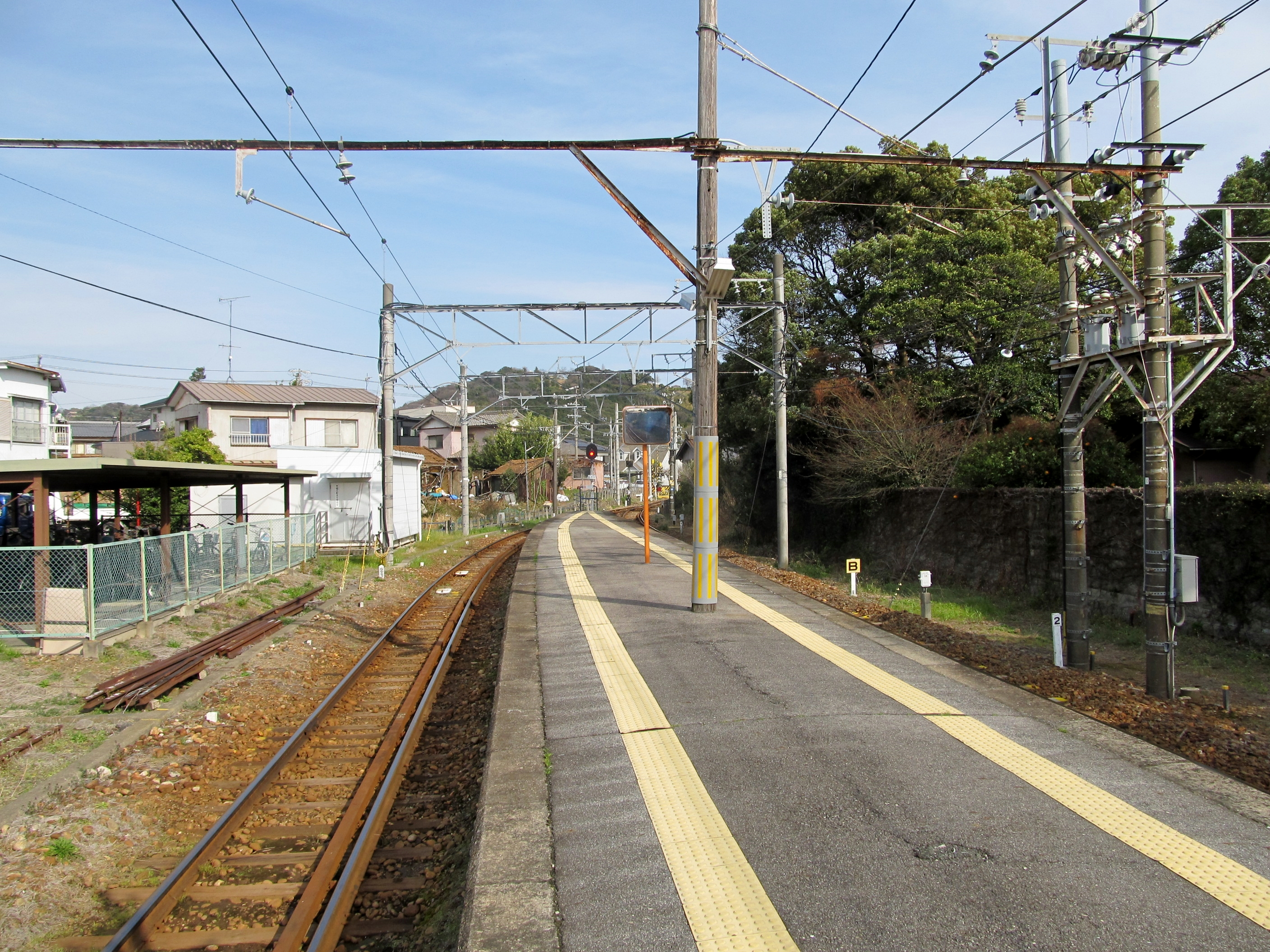
月台(2021年3月)
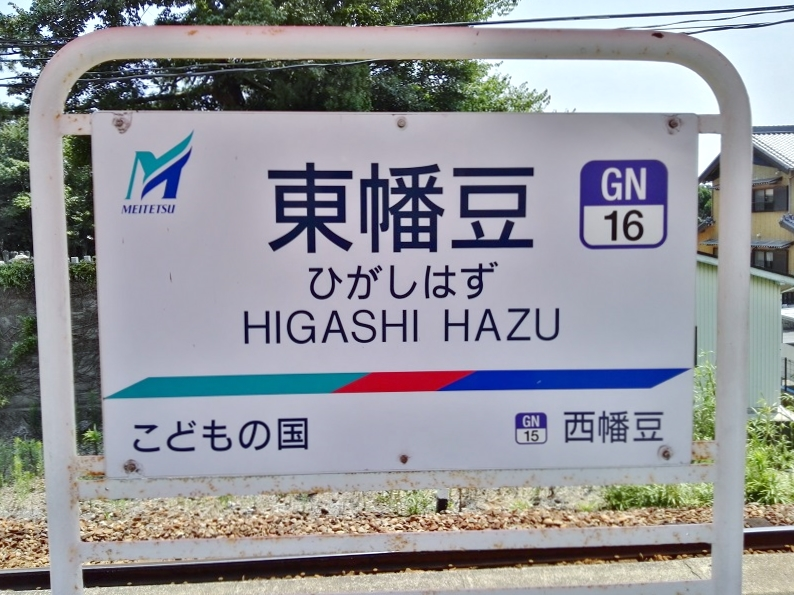
車站名標

### 配線圖
| ← 吉良吉田方向  | 東幡豆站 站內配線略圖 | → 蒲郡方向 |
| 图例 参考文献： |                       |            |

## 使用狀況
- 在中提及在2013年度，當時1日平均上下車人次為461人，為名鐵所有車站（275站）排名第264，西尾線、蒲郡線（23站）中排名第19[5]。
- 在中提及在1992年度，當時1日平均上下車人次為1,137人，為除岐阜市內線均一車費區間內各站（岐阜市內線、田神線、美濃町線徹明町站至琴塚站之間）外名鐵所有車站（342站）中排名第214，西尾線、蒲郡線（24站）排名第11[6]。
- 在中提及在2010年度1日平均乘車人次為226人[7]。
- 以下為近年1日平均乘車人次的列表：

| 年度   | 1日平均 乘車人次 |
| ------ | ---------------- |
| 2006年 | 245              |
| 2007年 | 256              |
| 2008年 | 243              |
| 2009年 | 243              |
| 2010年 | 226              |

## 車站周邊
- 國道247號（日语：国道247号）
- 幡豆觀音（妙善寺）
- 比島觀音
- 三根觀音
- 幡豆海岸
- 東幡豆港 - 1997年（平成9年）11月30日前，設有彌猴島與兔島的觀光船，現時已經廢止
- 東幡豆郵局
- 西尾市立東幡豆小學

## 相鄰車站
名古屋鐵道
 蒲郡線
西幡豆（GN15）－東幡豆（GN16）－兒童之國（GN17）

## 外部連結
- 東幡豆 - 名古屋鐵道